# جان دينيس
جان دينيس هو صحفي وسياسي بلجيكي، ولد في 10 نوفمبر 1902 في بلجيكا، وتوفي في 16 مارس 1992. حزبياً، نشط في حزب ركسست. وقد انتخب عضو مجلس النواب من بلجيكا.